# مسی فرگوسن
مسی کورد.لقب مانی بابایی یا همان (مسی فرگوسن کورد) متولد ۱۳۸۳ در شهر مریوان زاده شد او از همان کودکی به گفته نزدیکان علاقه شدیدی به فوتبال بازی کردن داشت این پسر چپ پا و با استعداد و نبوغ فوتبالیش رو  در ۱۶ سالگی به رخ همه کشید زمانی که مهدی مهدوی کیا برای تست به کرستان آمده بود در بین ۳ هزار نوجوان فقط دو نفر را انتخاب کرد که مانی بابایی یکی از آنها بود مهدی مهدوی کیا این پسر کورد را به تهران برد و در چالش های سخت‌تر او را به چالش کشید که در کمال ناباوری در همه تست ها قبول شد انقد خوب بود که سریع وارد تیم شد و در تیم سایپا تهران شروع به فعالیت کرد مانی بابایی در فصل اول حضورش در سایپا در ۱۸ بازی توانست ۳۵ گل ۱۹ پاس گل ثبت کند بهترین بازیکن فصل لیگ نوجوانان کشور شد همین امر باعث شد تیم های پایتختی استقلال و پرسپولیس به دنبال این نوجوان اعجوبه بیوفتند که به دلایلی و به دستور شخص سرمربی مانی در سایپا ماند مانی در فصل دوم حضورش در سایپا و در سن ۱۷ سالگی با ثبت رکورد باور نکردی ۵۳ گل ۲۶ پاس گل همه چشم ها را به سمت خود کشاند مانی بابایی پسر مریوانی به تیم ملی نوجوانان دعوت شد و در مسابقات آسیایی ازبکستان هم خوش درخشید و با زدن ۱۲ گل در پنچ مسابقه آقای گل شد و رسانه های خارجی بر روی این پسر کردستانی مانور دادن تیم های مثله مالاگا(اسپانیا) بولونیا(ایتالیا) زنیت (روسیه) به دنبال جذب این پسر ۱۸ ساله بودن که مانی با تصمیم عجولانه خودش به تیم نوجوانان پرسپولیس تهران پیوست او در اولین فصل حضورش در تیم پایه پرسپولیس با زدن ۳۱ گل ۱۴ پاس گل بهترین بازیکن فصل انتخاب شد و با پرسپولیس قهرمانی را کسب کرد. 
مانی بابایی در فصل بعد حضورش در پرسپولیس و در سن ۱۹ سالگی فقط توانست چهار بازی برای پرسپولیس انجام بدهد که متاسفانه بر اثر ضربه شدید به مچ دستش او نزدیک به شیش ماه خانه نشین شد.پرسپولیس با اون بد تاکرد و قرارد این اعجوبه کورد را فسخ کرد مانی مجبور شد به سایپا برگردد اما انگار فوتبال برای مانی تمام شده بود چون دوباره بر سر تمرین مچ دستش دوباره شکست و فوتبال مانی برای همیشه تمام شد.
مهدی مهدوی کیا و ادمون بزیک در مصاحبه هایشان از اون نام بردند و مهدی مهدوی کیا از اون اینطوری یاد کرد: نمیدانم چی بود و کی بود نمیدانم الان کجاست اما قسم میخورم تابحال چنین استعدادی به چشم ندیده بودم اون پای چپش شوت های فنی قشنگی میزد اون مسی ایران بود چه حیف که زود فوتبالش تمام شد 
ادمون بزیک هم راجب مانی گفته: من یکبار بازی اورا دیدم اصلا باورم نمیشد که این پسر چنین کار هایی با توپ میکند آینده کشور کاپیتان آینده تیم ملی و مطمئنم در تیم های بزرگ اروپایی میدرخشد اون اعجوبه نوجوانان ایران است امیدوارم قدر خودش را بداند.
این روز ها کسی از مانی خبر ندارد و این پسر آمده بود که همه را با فوتبال چشم نوازش شوکه کند و بی سروصدا برود. بله مانی بابایی استعداد خالص فوتبال که روزی اورا مسی ایران خطاب میکردند اکنون دیگر هیچ اثری ازش باقی نمانده